# Claude de France (1547-1575)
Pour les articles homonymes, voir Claude de France, Claude de Lorraine (homonymie) et Claude.
 (mars 2019).
Si vous disposez d'ouvrages ou d'articles de référence ou si vous connaissez des sites web de qualité traitant du thème abordé ici, merci de compléter l'article en donnant les références utiles à sa vérifiabilité et en les liant à la section « Notes et références ».
Claude de France, née le 12 novembre 1547 à Fontainebleau et décédée le 21 février 1575 à Nancy, est la fille d'Henri II, roi de France, et de Catherine de Médicis ainsi que duchesse de Lorraine et de Bar par son mariage avec le duc Charles III, duc de Lorraine et de Bar (État indépendant du royaume de France).

## Biographie

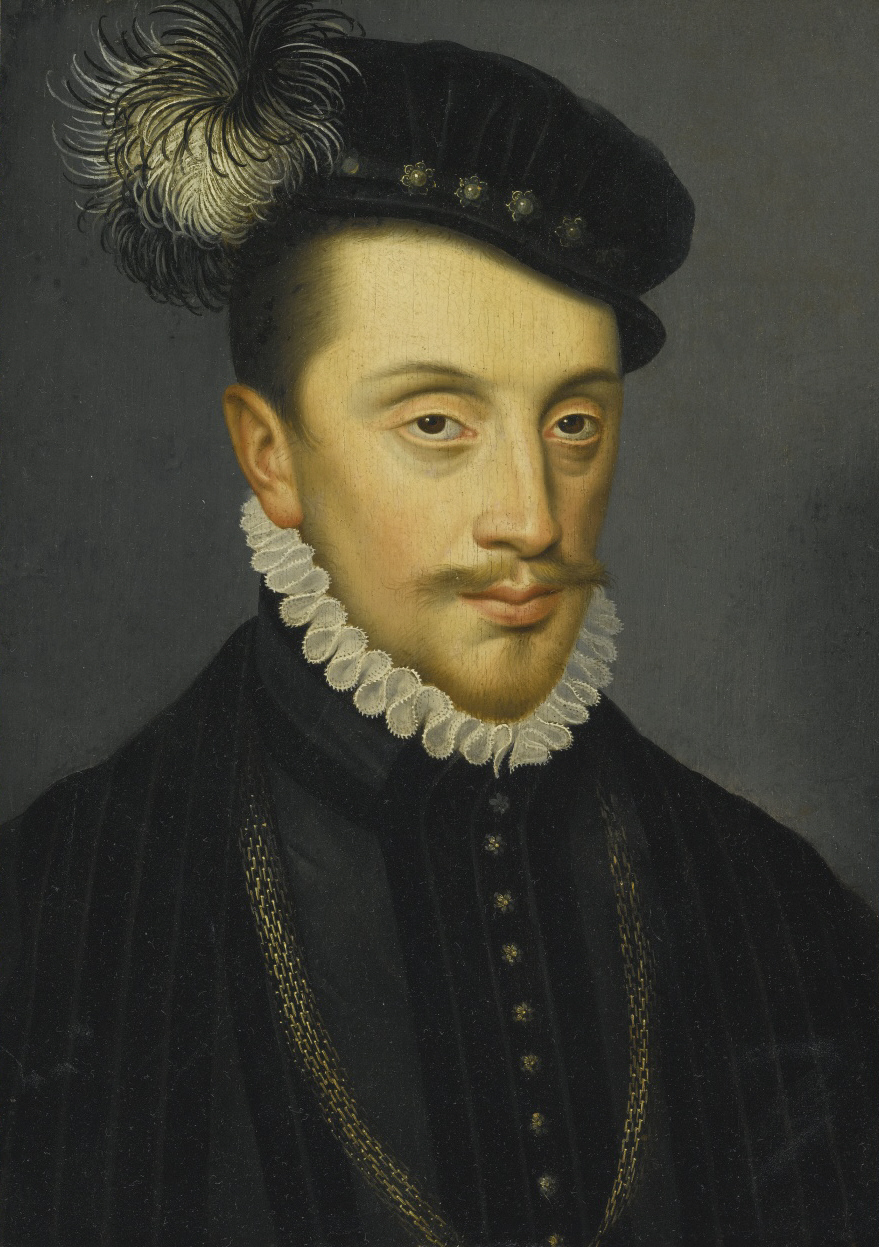
Charles III de Lorraine, époux de Claude

Claude est la deuxième fille du roi de France Henri II et de son épouse d'origine franco-italienne Catherine de Médicis. Elle est née au château de Fontainebleau le 12 novembre 1547 et est baptisée dans la religion catholique. Elle reçoit pour parrains, l'ensemble des députés suisses et pour marraines, Antoinette de Bourbon, duchesse de Guise et sa grand-tante Marguerite d'Angoulême, reine de Navarre et sœur de son grand-père François Ier. Elle porte le prénom de sa grand-mère paternelle, la reine Claude.
Elle est élevée aux côtés de sa sœur aînée Élisabeth de France, future reine d'Espagne, et de Marie Stuart, reine d'Écosse, qui épouse plus tard son frère François. Elle épouse en 1559 alors qu'elle est âgée de onze ans, le duc de Lorraine et de Bar, Charles III, duc de Lorraine et de Bar, fils du duc François Ier et de Christine de Danemark, elle-même nièce de Charles Quint. 
Cette princesse fort discrète quittait souvent Nancy, la capitale de Lorraine pour vivre avec son époux au côté de sa mère qui l'appréciait beaucoup. Elle est présente à la cour de France durant les événements de la conjuration d'Amboise (1560) et du massacre de la Saint-Barthélemy (1572). De son côté, Catherine de Médicis s'est déplacée en Lorraine à plusieurs reprises. En 1563, elle assiste au baptême de Henri, son premier petit-fils. 
Claude meurt à Nancy le 21 février 1575. Elle fut très regrettée par sa mère qui prit en charge l'éducation de sa fille Christine.

## Descendance
Claude épousa Charles III de Lorraine à onze ans et est morte en couches à vingt-sept ans. Elle mit au monde neuf enfants, dont sept survécurent à l'âge adulte.
- Henri II (1563 † 1624), duc de Lorraine et de Bar,
- Christine (1565 † 1637), mariée en 1587 à Ferdinand Ier de Médicis, grand-duc de Toscane (1549 † 1609). Elle vécut à la cour après la mort de sa mère aux côtés de sa grand-mère Catherine de Médicis,
- Charles (1567 † 1607), cardinal de Lorraine, évêque de Metz (1578-1607), et de Strasbourg (1604-1607),
- Antoinette de Lorraine (1568 † 1610), mariée en 1599 à Jean-Guillaume de Clèves (1562 † 1609), duc de Juliers et de Berg,
- Anne (1569 † 1576),
- François, comte de Vaudémont (1572 † 1632), duc de Lorraine et de Bar,
- Catherine (1573 † 1648), abbesse de Remiremont ,
- Élisabeth (1574 † 1635), mariée en 1599 à Maximilien Ier (1573 † 1651), électeur de Bavière, sans postérité,

- Claude (1575 † 1576).

## Dans la culture
Dans le roman La Princesse de Clèves de Mme de La Fayette, c'est lors des fiançailles de Mlle Claude de France, seconde fille du roi, et du duc de Lorraine, que Mme de Clèves rencontre pour la première fois M. de Nemours. Mme de La Fayette décrit ainsi la première rencontre des deux protagonistes : "Quand ils commencèrent à danser, il s'éleva dans la salle un murmure de louange. Le roi et les reines se souvinrent qu'ils ne s'étaient jamais vus, et trouvèrent quelque chose de les voir danser ensemble sans se connaître."
Claude apparaît dans la série Reign. Elle est jouée par Rose Williams.